# Cylisticus sarmaticus
Cylisticus sarmaticus är en kräftdjursart som beskrevs av Borutzkii 1977. Cylisticus sarmaticus ingår i släktet Cylisticus och familjen Cylisticidae. Inga underarter finns listade i Catalogue of Life.